# Coupe d'Algérie de football 1956-1957
 (avril 2017).
Si vous disposez d'ouvrages ou d'articles de référence ou si vous connaissez des sites web de qualité traitant du thème abordé ici, merci de compléter l'article en donnant les références utiles à sa vérifiabilité et en les liant à la section « Notes et références ».
Navigation
Coupe d'Algérie 
 1957-1958
Cet article traite de la première édition de la Coupe d'Algérie de football d'époque coloniale, qui eut lieu lors de la saison 1956-1957. Cette première édition a vu la victoire de l'équipe de l'Association Sportive Marine d'Oran sur celle de l'Avant-Garde Sportive de Mascara, lors d'une finale qui fut cent pour cent oranaise, qui se déroula au Stade Monréal d'Oran (actuel Stade Habib-Bouakeul). À noter également que la finale qui se joua en match aller et retour fut jouée une troisième fois pour cause de résultats nuls au goal average.

## Contexte historique
Suites au retrait des clubs marocains et tunisiens des compétitions nord-africaines de football (indépendances du Maroc et de la Tunisie); la Fédération française de football décide de lancer deux compétitions pour tous les clubs algériens restant. Le but était de les intégrer rapidement dans le système du football français. L'une de ces deux compétitions était une coupe de football qui concernait tous les clubs de l'Algérie. Elle portait tout simplement le nom de "Coupe d'Algérie de football". Ce fut la première fois que l'on vit une compétition d'une telle envergure en Algérie et qui portait ce nom de "Coupe d'Algérie".
Néanmoins cette nouvelle compétition ne concerna que les clubs colons de l'Algérie, en raison du retrait des clubs musulmans lors de l'année 1956. En effet ceux-ci réagirent à l'appel du FLN qui était de boycotter toutes les compétitions en signe de protestation à cause d'un événement survenu avant la finale de la Coupe d'Afrique du Nord, entre deux équipes de Sidi Bel-Abbès, le SC Bel-Abbès (club colon) et l'USM Bel-Abbès (club musulman), et qui aurait dû se jouer.

## Format et déroulement de la compétition
Il a été décidé que la Coupe d'Algérie de football, pour sa première édition ainsi que pour les suivantes, se déroulerait en trois phases bien distinctes. La première phase est une épreuve éliminatoire régionale ; elle est organisée par les ligues du football algérien que sont: la Ligue d'Oran, la Ligue d'Alger et la Ligue de Constantine. Chacune de ces ligues organise dans leur circonscription une épreuve éliminatoire et doit rendre compte au Comité d'Organisation leurs qualifiés. En se basant sur le nombre d'équipes existantes dans ces régions il a été décidé que seront qualifiées au tour suivant, huit équipes de la Ligue d'Alger, huit équipes de la Ligue d'Oran et quatre équipes de la Ligue de Constantine, soit vingt équipes qualifiées en tout.
La deuxième phase est une épreuve éliminatoire interligue qui doit déterminer des vingt équipes qualifiées seulement seize équipes pour le tour suivant. Il a été décidé que pour ce tour, les quatre équipes qualifiées de la Ligue de Constantine affronteraient deux équipes de la Ligue d'Oran et deux équipes la Ligue d'Alger. Ces équipes sont désignées par tirage au sort et doivent déterminer les quatre prochaines équipes qualifiées pour le prochain tour. Les autres équipes non tirées au sort sont exemptées et sont automatiquement qualifiées au prochain tour. À noter également que ces matchs se déroulent en phase aller et retour uniquement dans les villes d'Alger et d'Oran, faute de stade de grande envergure homologués pour la Coupe d'Algérie à Constantine.
Et enfin la dernière phase est la phase finale, la compétition propre et qui débute par les huitièmes de finale de la compétition. Jusqu'à la finale de la compétition les matchs se déroulent en rencontres aller et retour. Chacune de ces rencontres aller et retour se déroule à Alger ou Oran pour l'aller puis dans l'autre ville pour le retour. En cas de match nul et ce malgré le goal average le match sera rejouée à une date ultérieur, incluant également le match de la finale.
| Tour                                       | Nom                         | Dates retenues                          | Équipes participantes | Équipes gagnantes |
| Épreuve éliminatoire régionale (1re phase) |                             |                                         |                       |                   |
| 1                                          | Tours régionaux             | du 2 septembre 1956 au 25 novembre 1956 | ??                    | 20                |
| Épreuve éliminatoire interligue (2e phase) |                             |                                         |                       |                   |
| 2                                          | Tour interligue             | du 1er décembre 1956 au 2 décembre 1956 | 20                    | 16                |
| Phase finale (2e phase)                    |                             |                                         |                       |                   |
| 3                                          | Huitièmes de finale         | du 5 janvier 1957 au 20 janvier 1957    | 16                    | 8                 |
| 3                                          | Quarts de finale            | du 17 février 1957 au 3 mars 1957       | 8                     | 4                 |
| 4                                          | Demi-finales                | du 17 mars 1957 au 31 mars 1957         | 4                     | 2                 |
| 5                                          | Finale Stade Monréal (Oran) | du 24 avril 1957 au 12 mai 1957         | 2                     | 1                 |

Le stade de la finale n'est dévoilé qu'au dernier moment, c'est-à-dire avant la finale. Si deux clubs d'une même région parviennent en finale, par commodité on choisit le stade de leur région. Dans le cas contraire la ville organisatrice de la finale et son stade sont décidés par tirage au sort.
Les dates ne sont pas fixes, et le calendrier ne tient pas compte des matchs à rejouer en cas d'égalité. Pour les tours régionaux, les matchs à rejouer ainsi que la désignation des équipes qualifiées ne doivent impérativement pas dépasser la date buttoir du 2 décembre 1956 afin de laisser le temps aux organisateurs de préparer les phases suivantes. Il s'agit de la seule date imposable, le comité d'organisation laisse une grande liberté d'autonomie aux ligues pour qu'elles organisent leur tournoi éliminatoire.

## Épreuve éliminatoire régionale

### Ligue d'Oran de football

#### 1erTour régional d'Oranie
le 2 septembre 1956
| Tour            | Club                     | Score         | Club                       | Lieu           |
| --------------- | ------------------------ | ------------- | -------------------------- | -------------- |
| Tour 1 LOFA (1) | Jeunesse Sportive Tlélat | 3-0           | Rail Club Oran             | Mers-El-Kebir  |
| Tour 1 LOFA (2) | Club Olympique Boulenger | 4-3           | AS Zemmoura                | Perrégaux      |
| Tour 1 LOFA (3) | SC Lourmel               | 3-0 (Forfait) | Espérance Sportive Tlemcen | Sidi Bel-Abbés |
| Tour 1 LOFA (4) | Football Club Cholet     | 3-2           | Racing Club Parmentier     | Ain Témouchent |
| Tour 1 LOFA (5) | Sporting Club Choupot    | Exempte       |                            |                |

#### 2eTour régional d'Oranie
le 30 septembre 1956
| Tour             | Club                     | Score         | Club                             | Lieu                |
| ---------------- | ------------------------ | ------------- | -------------------------------- | ------------------- |
| Tour 2 LOFA (1)  | JS Saint-Eugène          | 2-0           | Sporting Club Choupot            | Stade Gay / Oran    |
| Tour 2 LOFA (2)  | Club Olympique Boulenger | 3-0 (Forfait) | Union Sportive Hammam Bou Hadjar | la Sénia            |
| Tour 2 LOFA (3)  | Football Club Cholet     | -             | ES Mostaganem                    |                     |
| Tour 2 LOFA (4)  | CAL Oran                 | 3-0 (Forfait) | SA Palikao                       | Perrégaux           |
| Tour 2 LOFA (5)  | Perrégaux GS             | -             | SC Lourmel                       |                     |
| Tour 2 LOFA (6)  | Réveil Sportive Oranais  | -             | MC Oran                          |                     |
| Tour 2 LOFA (7)  | AGS Mascara              | 3-0 (Forfait) | RJFM Relizane                    |                     |
| Tour 2 LOFA (8)  | AS Eckmühl               | 1-0           | Jeunesse Sportive Tlélat         | stade Monréal /Oran |
| Tour 2 LOFA (9)  | GC Saïda                 | Exempte       |                                  |                     |
| Tour 2 LOFA (10) | Racing Club Tlemcen      | Exempte       |                                  |                     |

#### 3eTour régional d'Oranie
le 21 octobre 1956
| Tour            | Club                    | Score   | Club                     | Lieu                 |
| --------------- | ----------------------- | ------- | ------------------------ | -------------------- |
| Tour 3 LOFA (1) | GC Saïda                | 3-3     | JS Saint-Eugène          | Mascara              |
| Tour 3 LOFA (2) | AS Eckmühl              | 3-2     | CAL Oran                 | stade Monréal / Oran |
| Tour 3 LOFA (3) | GC Oran                 | 4-1     | Football Club Cholet     | stade Gay / Oran     |
| Tour 3 LOFA (4) | Réveil Sportive Oranais | 3-1     | Club Olympique Boulenger | Mers-El-Kebir        |
| Tour 3 LOFA (5) | Perrégaux GS            | Exempte |                          |                      |
| Tour 3 LOFA (6) | AGS Mascara             | Exempte |                          |                      |

#### 4eTour régional d'Oranie
le 18 novembre 1956
| Tour            | Club             | Score   | Club                       | Lieu           |
| --------------- | ---------------- | ------- | -------------------------- | -------------- |
| Tour 4 LOFA (1) | IS Mostaganem    | 3-2 a.p | Perrégaux GS               | Oran           |
| Tour 4 LOFA (2) | AGS Mascara      | 6-0     | Réveil Sportive Oranais    |                |
| Tour 4 LOFA (3) | AS Marine d'Oran | 2-0     | FC Oran                    | Oran           |
| Tour 4 LOFA (4) | SC Bel-Abbès     | 5-1     | Club des Joyeusetés d'Oran | Sidi Bel-Abbès |
| Tour 4 LOFA (5) | GC Saïda         | 3-2     | AS Eckmühl                 |                |
| Tour 4 LOFA (6) | USSC Témouchent  | Exempte |                            |                |
| Tour 4 LOFA (7) | la Marsa         | Exempte |                            |                |
| Tour 4 LOFA (8) | GC Oran          | Exempte |                            |                |

### Ligue d'Alger de football
En ce qui concerne les qualifications de la région dépendant du département d'Alger, on décide de jumeler la compétition avec la Coupe Forconi de football. Ainsi les premiers tours de cette compétition départementale pour cette saison correspondent également aux éliminatoires de la Coupe d'Algérie de football. Toutefois les équipes de l'élite, ceux qui font partie de la poule du "Critérium Départementale" d'Alger (l'ex Division Honneur) sont exemptés du premier tour car ceux-là disputent également les premiers tours régionaux de la Coupe de France de football.

#### 1erTour régional Alger
| Tour              | Club             | Score         | Club                  | Lieu                                   |
| ----------------- | ---------------- | ------------- | --------------------- | -------------------------------------- |
| Tour 1 Alger (1)  | AS Kherba        | 5-1           | US Hospitalière Alger | Stade de Hydra (Hydra)                 |
| Tour 1 Alger (2)  | JU Alger         | 0-3 (Forfait) | OM Ruisseau           | Stade de Hydra (Hydra)                 |
| Tour 1 Alger (3)  | US Sahel         | 1-0           | US Blida              | Stade de Oued El Alleug (Oued Alleug)  |
| Tour 1 Alger (4)  | CS Cherchell     | 4-2           | SA Bab-el-Oued        | Stade de Fort-de-l'Eau (Fort de l'Eau) |
| Tour 1 Alger (5)  | US Aïn-Taya      | 3-0 (Forfait) | FC Rochambeau         | Stade de Fort-de-l'Eau (Fort de l'Eau) |
| Tour 1 Alger (6)  | JS Bordj Ménaïel | 0-3 (Forfait) | CA Pâté               | Stade de Rouïba (Rouïba)               |
| Tour 1 Alger (7)  | O Rouïba         | 1-3           | ASM Alger             | Stade Lavigerie (Maison Carrée)        |
| Tour 1 Alger (8)  | SC Alger         | 3-1           | FC Sidi-Moussa        | Stade Lavigerie (Maison Carrée)        |
| Tour 1 Alger (9)  | GS Alger-Hydra   | 3-0 (Forfait) | OSC Kouba             | Stade de El Biar (El Biar)             |
| Tour 1 Alger (10) | AS Trèfle Alger  | 3-0 (Forfait) | CA Oued-el-Alleug     | Stade de Boufarik (Boufarik)           |
| Tour 1 Alger (11) | US Fort-de-l'Eau | 4-1           | US Bouzaréa           | Stade Marcel Cerdan (Alger)            |
| Tour 1 Alger (12) | O Littoral       | 1-4           | CSA Inter-Avia        | Stade Marcel Cerdan (Alger)            |
| Tour 1 Alger (13) | AS Douera        | 7-0           | RC Nelson             | Stade de Kouba (Kouba)                 |
| Tour 1 Alger (14) | RAS Alger        | 0-1           | USS Témouchent        | Stade de Kouba (Kouba)                 |
| Tour 1 Alger (15) | O Affreville     | 3-0 (Forfait) | AS Kherba             | Stade de Duperré (Orléansville)        |
| Tour 1 Alger (16) | US Ouest Mitidja | 3-0 (Forfait) | SC Duperré            | Stade de Duperré (Orléansville)        |

#### 2eTour régional Alger
| Tour              | Club                 | Score         | Club             | Lieu                                          |
| ----------------- | -------------------- | ------------- | ---------------- | --------------------------------------------- |
| Tour 2 Alger (1)  | SCU El Biar          | 9-1           | ASM Alger        | Stade Communal de Saint-Eugène (Saint-Eugène) |
| Tour 2 Alger (2)  | Stade Guyotville     | 5-1           | AST Alger        | Stade Communal de Saint-Eugène (Saint-Eugène) |
| Tour 2 Alger (3)  | FC Blida             | 8-0           | FC Rouïba        | Stade de Boufarik (Boufarik)                  |
| Tour 2 Alger (4)  | ASPTT Alger          | 2-5           | US Ouest Mitidja | Stade de Boufarik (Boufarik)                  |
| Tour 2 Alger (5)  | AS Saint-Eugène      | 5-0           | AS Kherba        | Stade Municipal (Alger)                       |
| Tour 2 Alger (6)  | AS Boufarik          | 4-4 (1er but) | GS Alger-Hydra   | Stade Municipal (Alger)                       |
| Tour 2 Alger (7)  | O Hussein Dey        | ?-?           | US Sahel         | Stade de Guyotville (Guyotville)              |
| Tour 2 Alger (8)  | RU Alger             | 0-1           | CSA Inter-Avia   | Stade de Guyotville (Guyotville)              |
| Tour 2 Alger (9)  | OCB Oued-Fodda       | 5-0           | CA Pâté          | Stade de Blida (Blida)                        |
| Tour 2 Alger (10) | AS Montpensier-Berre | 2-1           | O Affreville     | Stade de Blida (Blida)                        |
| Tour 2 Alger (11) | GS Orléansville      | ?-?           | OM Ruisseau      | Stade de Affreville (Affreville)              |
| Tour 2 Alger (12) | O Marengo            | 6-2           | AS Douéra        | Stade de Castiglione (Castiglione)            |
| Tour 2 Alger (13) | RC Maison-Carrée     | 2-0           | US Fort-de-l'Eau | Stade de Hussein-Dey (Hussein Dey)            |
| Tour 2 Alger (14) | GS Alma              | 5-0           | JS Birtouta      | Stade de Hussein-Dey (Hussein Dey)            |
| Tour 2 Alger (15) | O Tizi-Ouzou         | 2-7           | SC Alger         | Stade Lavigerie (Maison Carrée)               |
| Tour 2 Alger (16) | RS Alger             | 17-1          | MS Cherchell     | Stade Lavigerie (Maison Carrée)               |

#### 3eTour régional Alger
| Tour             | Club             | Score         | Club                 | Lieu                               |
| ---------------- | ---------------- | ------------- | -------------------- | ---------------------------------- |
| Tour 3 Alger (1) | FC Blida         | 3-3 (1er but) | SC Alger             | Stade de Boufarik (Boufarik)       |
| Tour 3 Alger (2) | GS Orléansville  | ?-?           | CSA Inter-Avia       | Stade de Affreville (Affreville)   |
| Tour 3 Alger (3) | O Hussein Dey    | 0-2           | AS Saint-Eugène      | Stade Municipal (Alger)            |
| Tour 3 Alger (4) | RC Maison-Carrée | 1-1 (1er but) | RS Alger             | Stade de Affreville (Affreville)   |
| Tour 3 Alger (5) | GS Alma          | 7-1           | OCB Oued-Fodda       | Stade de Blida (Blida)             |
| Tour 3 Alger (6) | Stade Guyotville | 4-1           | US Ouest Mitidja     | Stade de Castiglione (Castiglione) |
| Tour 3 Alger (7) | O Marengo        | 2-5           | AS Boufarik          | Stade de El Affroun (El Affroun)   |
| Tour 3 Alger (8) | SCU El Biar      | 1-0           | AS Montpensier-Berre | Stade de El Affroun (El Affroun)   |

### Épreuve éliminatoire interligue
le 2 décembre 1956
| Tour             | Club             | Score | Club            | Lieu  |
| ---------------- | ---------------- | ----- | --------------- | ----- |
| Dernier Tour (1) | la Marsa         | 2-0   | JBAC Bône       | Oran  |
| Dernier Tour (2) | AS Marine d'Oran | 3-1   | AS Bône         | Oran  |
| Dernier Tour(3)  | Stade Guyotville | 5-2   | CAC Constantine | Alger |
| Dernier Tour (4) | SCU El Biar      | 6-0   | AS Batna        | Alger |

### Phase finale de la compétition
À ce stade de la compétition, toutes les rencontres sont comme précédemment éliminatoires mais se disputent toutes en phase aller et retour. Si à l'issue de ces deux matchs une égalité au goal average est avérée, alors un match d'appui est désigné à une date ultérieure indépendante du calendrier. Cette rencontre se jouera sur un stade tiré au sort et comportera une prolongation de deux fois quinze minutes en cas de nouveau match nul à l'issue du temps réglementaire.

## Huitièmes de finale
Les équipes qualifiées pour les huitièmes de finale sont huit équipes algéroises (l'AS Boufarik, l'AS Saint-Eugène, le GS Alger, le GS Orléanville, le RS Alger, le SC Alger, le SCU El Biar et le S Guyotville); et huit équipes oranaises (l'AGS Mascara, l'AS Marine, l'AS Eckmühl, le GC Oran, La Marsa, l'IS Mostaganem, l'USSC Témouchent et le SC Bel-Abbès).
Huitièmes de finale aller et retour de la Coupe d’Algérie 1956-1957
Les huitièmes de finale ont lieu du samedi 5 janvier 1957, à Alger ou Oran, au dimanche 20 janvier 1957, dans l'autre ville.
| Tour                   | Club                | Aller | Total | Retour | Club             | Lieu Aller / Lieu Retour                                             |
| ---------------------- | ------------------- | ----- | ----- | ------ | ---------------- | -------------------------------------------------------------------- |
| Huitième de finale (1) | AS Marine d'Oran    | 3-0   | 3-2   | 0-2    | Red Star Alger   | Stade Monréal (Oran) / Stade Communal de Saint Eugène (Saint Eugène) |
| Huitième de finale (2) | GC Oran             | 2-1   | 2-2   | 0-1    | Stade Guyotville | Stade Monréal (Oran) / Stade Communal de Saint Eugène (Saint Eugène) |
| Huitième de finale (3) | AS Eckmühl          | 2-1   | 3-2   | 1-1    | SCU El Biar      | Stade Monréal (Oran) / Stade Communal de Saint Eugène (Saint Eugène) |
| Huitième de finale (4) | SC Bel-Abbès        | 2-0   | 2-3   | 0-3    | AS Saint-Eugène  | Stade Monréal (Oran) / Stade Communal de Saint Eugène (Saint Eugène) |
| Huitième de finale (5) | SC Alger            | 1-4   | 3-6   | 2-2    | AGS Mascara      | Stade Municipal d'Alger (Alger) / Stade Monréal (Oran)               |
| Huitième de finale (6) | AS Boufarik         | 1-0   | 2-1   | 1-1    | IS Mostaganem    | Stade Municipal d'Alger (Alger) / Stade Monréal (Oran)               |
| Huitième de finale (7) | GS Orleanville      | 0-3   | 3-4   | 3-1    | la Marsa         | Stade Municipal d'Alger (Alger) / Stade Monréal (Oran)               |
| Huitième de finale (8) | Gallia Sports Alger | 1-0   | 3-3   | 2-3    | USSC Témouchent  | Stade Municipal d'Alger (Alger) / Stade Monréal (Oran)               |

Lors de ces huitièmes de finale, six équipes se sont qualifiées directement. Deux rencontres sont considérées nulles car le résultat de leurs deux matchs au goal average est nul (deux buts partout pour huitième de finale (2) et trois buts partout pour huitième de finale (8)). La règle stipule qu'il y aura un match d'appui pour départager ces quatre équipes et permettra de qualifier les septième et huitième équipes pour le tour suivant.
Match à rejouer des huitièmes de finale de la Coupe d'Algérie (1956-1957)
Deux matchs sont à rejouer et ont lieu le samedi 2 février 1957, à Oran et Alger. La désignation des deux terrains se fait par tirage au sort, il ne peut y avoir les deux matchs dans une même ville. Il s'agit d'une rencontre unique qui, si elle ne débouche pas sur un gagnant à l'issue du temps réglementaire, sera prolongée d'une prolongation de deux fois quinze minutes.
| Tour                                | Club                | Score     | Club            | Lieu                                          |
| ----------------------------------- | ------------------- | --------- | --------------- | --------------------------------------------- |
| Match d'appui du 1/8e de finale (2) | Stade Guyotville    | 3-1 (a.p) | GC Oran         | Stade Monréal (Oran)                          |
| Match d'appui du 1/8e de finale (8) | Gallia Sports Alger | 4-3 (a.p) | USSC Témouchent | Stade Communal de Saint Eugène (Saint Eugène) |

À l'issue de ces deux matchs d'appui qui se terminèrent aux prolongations deux équipes algéroises le GS Alger et le S Guyoville accompagnent les six autres équipes qualifiées pour le tour suivant.
Descriptifs des matchs des huitièmes de finale

## Quarts de finale
Les équipes qualifiées pour les quarts de finale sont quatre équipes algéroises (l'AS Boufarik, l'AS Saint-Eugène, le GS Alger, le SC Alger et le S Guyotville); et quatre équipes oranaises (l'AGS Mascara, l'AS Marine, l'AS Eckmühl et la Marsa).
Quarts de finale aller et retour de la Coupe d'Algérie 1956-1957
Les quarts de finale ont lieu du dimanche 17 février 1957, à Alger ou Oran, au dimanche 3 mars 1957, dans l'autre ville.
| Tour                | Club             | Aller | Total | Retour | Club                | Lieu Aller / Lieu Retour                                             |
| ------------------- | ---------------- | ----- | ----- | ------ | ------------------- | -------------------------------------------------------------------- |
| Quart de finale (1) | AGS Mascara      | 3-3   | 6-4   | 3-1    | AS Saint-Eugène     | Stade Communal de Saint Eugène (Saint Eugène) / Stade Monréal (Oran) |
| Quart de finale (2) | AS Marine d'Oran | 1-1   | 3-1   | 2-0    | Stade Guyotville    | Stade Communal de Saint Eugène (Saint Eugène) / Stade Monréal (Oran) |
| Quart de finale (3) | AS Eckmühl       | 1-1   | 1-1   | 0-0    | AS Boufarik         | Stade Monréal (Oran) / Stade Communal de Saint Eugène (Saint Eugène) |
| Quart de finale (4) | la Marsa         | 4-1   | 7-4   | 3-3    | Gallia Sports Alger | Stade Monréal (Oran) / Stade Communal de Saint Eugène (Saint Eugène) |

Lors de ces quarts de finale, trois équipes se sont qualifiées directement. Une rencontre est considérée nulle car le résultat des deux matchs au goal average est nul (un but partout pour quart de finale (3)). La règle stipule qu'il y aura un match d'appui pour départager ces deux équipes et permettra de qualifier la quatrième équipe pour le tour suivant.
Match à rejouer des quarts de finale de la Coupe d'Algérie (1956-1957)
Un match est à rejouer et a lieu le samedi 9 mars 1957, à Alger. La désignation du terrain s'est faite par tirage au sort. Il s'agit d'une rencontre unique qui, si elle ne débouche pas sur un gagnant à l'issue du temps réglementaire, sera prolongée d'une prolongation de deux fois quinze minutes.
| Tour                               | Club        | Score | Club       | Lieu                                          |
| ---------------------------------- | ----------- | ----- | ---------- | --------------------------------------------- |
| Match d'appui du 1/4 de finale (3) | AS Boufarik | 1-0   | AS Eckmühl | Stade Communal de Saint Eugène (Saint Eugène) |

À l'issue de ce match d'appui qui se termina à l'issue du temps réglementaire l'AS Boufarik se qualifie de la plus petite des marges et accompagne les trois équipes au tour suivant.
Descriptifs des matchs des quarts de finale

## Demi-finales
Les équipes qualifiées pour les demi-finales sont une équipe algeroise (l'AS Boufarik) et trois équipes oranaises (l'AGS Mascara, l'AS Marine d'Oran et La Marsa).
Demi-finale aller et retour de la Coupe d'Algérie 1956-1957
Les demi-finales ont lieu du dimanche 17 mars 1957, à Alger ou Oran au dimanche 31 mars 1957, dans l'autre ville. Comme il y trois équipes oranaises, un seul match à l'aller a lieu à Alger.
| Tour            | Club             | Aller | Total | Retour | Club        | Lieu Aller / Lieu Retour                                             |
| --------------- | ---------------- | ----- | ----- | ------ | ----------- | -------------------------------------------------------------------- |
| Demi-finale (1) | AS Marine d'Oran | 1-2   | 4-3   | 3-1    | AS Boufarik | Stade Communal de Saint Eugène (Saint Eugène) / Stade Monréal (Oran) |
| Demi-finale (2) | AGS Mascara      | 2-1   | 6-1   | 4-0    | la Marsa    | Stade Monréal (Oran) / Stade Monréal (Oran)                          |

Lors de ces demi-finales, les deux équipes qualifiées directement sont l'AS Marine d'Oran et l'AGS Mascara qui sont deux équipes oranaises. Aucune rencontre ne sera à rejouer, ces deux équipes s'étant qualifiées brillamment, s'affronteront dans un mois environ en finale qui sacrera le premier lauréat de cette compétition. La finale aura lieu elle aussi en match aller et retour.
Descriptifs des matchs des demi-finales

## Finale
Les deux vainqueurs des demi-finales sont deux équipes oranaises que sont l'AS Marine d'Oran et l'AGS Mascara. Celles-ci s'affrontent donc en finale, au Stade Monréal d'Oran, qui se joue en phase aller et retour. Les matchs ont lieu les dimanches 28 avril 1957 pour l'aller et 12 mai 1957 pour le retour.
Finale aller et retour de la Coupe d'Algérie 1956-1957
La finale est innédite car il s'agit de la première édition de la compétition et se joue à Oran car elle oppose deux équipes oranaises.
| Tour   | Club             | Aller | Total | Retour | Club        | Lieu Aller / Lieu Retour |
| ------ | ---------------- | ----- | ----- | ------ | ----------- | ------------------------ |
| Finale | AS Marine d'Oran | 2-2   | 4-4   | 2-2    | AGS Mascara | Stade Monréal (Oran)     |

Après deux matchs qui se soldent tous deux d'un score nul de deux buts partout (quatre buts partout au goal average); la règle impose l'organisation d'un troisième match qui se joue cette fois-ci avec une prolongation de deux fois quinze minutes.
Match d'appui
La rencontre se dispute elle aussi au Stade Monréal d'Oran, le dimanche 16 mai 1957.
| Tour           | Club             | Score     | Club        | Lieu                 |
| -------------- | ---------------- | --------- | ----------- | -------------------- |
| Match d'appuie | AS Marine d'Oran | 3-1 (a.p) | AGS Mascara | Stade Monréal (Oran) |

Après trois matchs disputés dans cette finale, l'AS Marine d'Oran l'emporte donc dans ce match d'appui trois buts à un face l'AGS Mascara à l'issue de la prolongation. Elle devient la première équipe à remporter la Coupe d'Algérie.
Descriptifs des matchs de la finale